# Venera in glasbenik
Beneški renesančni slikar Tizian in njegova delavnica sta ustvarila številne različice Venere in glasbenika, ki so morda znane po različnih drugih naslovih, ki navajajo elemente, kot so Venera z organistom, Venera z igralcem lutnje itd. V večini različic je moški, ki igra majhne orgle na levi strani, v drugih pa igra lutnjo. Venera ima na blazinah majhnega spremljevalca, včasih Kupida, v drugih različicah pa psa ali v Berlinu oboje. Menijo, da slike izhajajo iz konca 1540 in dalje.
Številne Tizianove slike obstajajo v več različicah, zlasti njegovi akti mitoloških tem. Poznejše različice je po navadi večinoma ali v celoti izdelala njegova delavnica, saj je stopnja Tizianovega osebnega prispevka negotova in predmet različnih stališč. Vse različice Venere in glasbenika so na platnu in so v dveh razmerjih in velikostih, dve organistični različici sta širši.
Pet različic, za katere na splošno velja, da so v veliki meri Tizianove so organist, dve v Madridu in ena v Berlinu ter z lutjo v Cambridgeu in New Yorku. Druga različica v Uffiziju v Firencah je manj cenjena in nima glasbenika, razen Kupida, pa tudi črno-belega psa ob vznožju postelje, ki gleda jerebico na parapetu.
Videti je, da je Venerina postelja postavljena v ložo ali ob veliko odprto okno z nizkim kamnitim zidom ali parapetom. Venera je prikazana v celotni dolžini, naslonjena na blazine. Glasbenik sedi na koncu postelje s hrbtom k njej, vendar je obrnjen, da bi pogledal proti njej. V nasprotju s tem ona pogleda v desno. Glasbenik nosi sodobno obleko iz 16. stoletja, kot vse majhne figure v krajinskem ozadju, na pasu pa ima meč ali bodalo. Velika rdeča zavesa je v zgornjem levem kotu, zgornji desni vogal pa je različen. Zunaj je široka pokrajina dveh tipov. Dve različici v Pradu prikazujeta drevesa in vodnjak v, kot kaže, vrtovih palače. Druge različice imajo bolj odprto pokrajino z gorami v daljavi.

## Tizianovi ležeči akti
Slika je končni razvoj Tizianovih kompozicij z naslonjeno golo žensko v beneškem slogu. Po smrti Giorgioneja leta 1510 je Tizian dokončal Dresdensko Venero, nato pa je okoli leta 1534 naslikal Urnbinsko Venero. Ponovitev te iz leta 1545, morda izgubljena Venera, poslana Karlu V., je bila 'osnova' za serijo Venera in glasbenik. Za razliko od teh, Kupid v večini različic Venere in glasbenika kljub sodobnemu dekorju omogoča jasno identifikacijo ženske kot Venere.
Sicer slika sodi v kategorijo, ki prikazuje kurtizane, čeprav jih pogosto opisujejo tudi kot 'Venero', če bi le ohranili nekaj lastnosti. V vseh je Venera v zadregi popolnoma gola, razen v prosijnih tkaninah nad njenim mednožjem v nekaterih različicah, vendar nosi več kosov zelo dragega nakita, značilen vidik kurtizan.  Glasbenik je pametno oblečen in nosi rezilo, v več različicah velik meč s pozlačenimi nastavki. Lahko bi ga imeli za naročnika drage beneške kurtizane.
Drugi naslanjajoči akti so Pardo Venera (ali Jupiter in Antiopa, zdaj v Louvru), »kjer je poskušal ponovno ujeti svoj zgodnji slog«, iz sredine 1540-ih. Izvirnejša kompozicija in fizika, ki se je začela tudi sredi 1540-ih, vendar z različicami, naslikanimi v 1550-ih in morda 1560-ih, je uporabljena v seriji slik Danae, ki jih Kenneth Clark vidi kot Tizianove, ki sprejema konvencije za akte, ki prevladujejo zunaj Benetk; »v preostali Italiji so bila že dolgo v modi telesa v celoti drugačne oblike«.
Za Clarka sta različice Venere in glasbenika, kjer glava spreminja smer, telo pa ostaja popolnoma enako, »povsem beneška, mlajša sestra vseh tistih dragih dam, ki so jih Palma Vecchio, Paris Bordone in Bonifazio slikali za lokalno porabo«. Gole figure so »bogate, težke in drobno grobe ... Venere te serije niso provokativne. Skoraj brutalna neposrednost, s katero so nam predstavljena njihova telesa, jih naredi zdaj, ko je njihova občutljiva tekstura odstranjena z restavriranjem, edinstveno ne-afrodiziak. Poleg tega so veliko bolj konvencionalna, kot je vidno na prvi pogled«.

## Alegorija?
Erotična privlačnost teme je očitna, vendar so nekateri kritiki zagovarjali bolj alegoričen pomen, ki je povezan s spoštovanjem lepote tako skozi oči in ušesa kot premočjo prvega. Medtem ko se zdi, da dva organista iz Prada še vedno igrata, z eno roko na tipkovnici v prvi različici in dvema v drugi, je berlinski organist opustil igranje, da bi pogledal Venero, točko, ki ji Erwin Panofsky daje velik pomen, kot predstavo »zmage vida nad občutkom sluha«. Opis organistov so strokovnjaki za orgle kritizirali: »Cevi so preveč čokate in če bi sploh zvenele, bi ustvarile debelušen neeleganten zvok«.
Igralci lutenj so sposobni vrteti svoje instrumente skupaj s telesom in zdi se, da oba igrata še naprej. Po Panofskyjevem mnenju to pomeni, »da se je glasbenik, ki je prekinil igranje s pogledom na vizualno lepoto, utelešeno v Veneri, spremenil v glasbenika, ki se klanja vizualni lepoti, ki jo je Venera utelešala z dejanjem glasbe. Težko je igrati orgle in hkrati občudovati čudovito žensko, vendar je enostavno, da bi jo zapeli ob spremljavi lutnje, ob tem pa bili v celoti pozorni na njene čare«.
Moda 20. stoletja za razlago slik v zvezi s subtilnimi nauki renesančnega neoplatonizma je dosegla serijo, čeprav je v primeru Tiziana za take razlage še več odpora kot običajno. Edgar Wind je opozoril na slikovno konvencijo, ki jo vidimo tudi v Pastoralnem koncertu in drugih delih, kjer so božanske figure gole, a smrtniki oblečeni. Na glasbenih slikah je »nesorazmerje med smrtnikom in boginjo povečano s paradoksom drže. Medtem ko dvorjan igra glasbo pod navdihom ljubezni ..., se ne srečuje z boginjo neposredno, ampak glavo obrne čez ramo, da se ozre nazaj proti njej; tako uzakoni platonski ἐπιστροφἠ, preobrat vida, s katerim se lahko samo smrtnik sooči s transcendentno lepoto.«  Kljub temu Wind pozneje kompozicijo opiše kot »nekoliko utrujajočo predstavo«.
Čeprav med njimi ni neizogibnega nasprotja, je alegorična interpretacija in bolj naravnost dekorativna in erotična interpretacija v neizogibnem nasprotju, so novejši raziskovalci alegorično razlago pogosto zavrnili ali vsaj omilili. Ulrich Middeldorf je leta 1947 začel reakcijo: "Glavne figure v Tizianovi Sveti in profani ljubezni (Galleria Borghese, Rim) imajo dostojanstvo in čistost, zaradi katerih se zdi vsakršna odmevna interpretacija slike sprejemljiva. Gre za povsem edinstveno sliko, ki si jo dobro predstavljamo, da je naslikan tako, da ustreza povzdignjenim okusom izredno rafinirane osebe. Vendar se zdi, da jih lik Tizianovih poznejših Vener in Danai postavlja na neskončno nižjo raven. Lepe so, a vulgarne v primerjavi s Sveto in profani ljubezni. Tudi dejstvo, da so bile narejene v izjemno številnih replikah, ne spodbuja poskusa, da bi v njih iskali čistost misli ... Na kratko, sumu se težko izognemo, da so bile te slike precej bolj okrasno pohištvo kot globoki filozofski traktati. In sobe, ki naj bi jih okrasili, so bile spalnice«.

## Dve različici iz Prada
Najstarejši zapis različice kompozicije je tisti z organistom, za katerega je znano, da je bil naslikan za Karla V., svetega rimskega cesarja, ko je bil Tizian leta 1548 v Augsburgu, ki ga jo je cesar nato dal svojemu ministru, kardinalu Granvelleu. Ni pa gotovo, katera je bila, čeprav sta obe verziji v Museo del Prado v Madridu trdili, da je to, zlasti Venera z organistom in psom, širša od obeh (148 x 217 cm; to je Prado 420 ). Prado to danes misli to iz leta 1550 , zato je izločil, da gre za prvotno sliko kardinala Granvelle, kar je bilo običajno, dokler Prado pred kratkim ni revidiral svojega datuma. Ima psa in je edina različica, o kateri se tukaj razpravlja, brez Kupida. Po Pradovem razkritju velja, da različica, ki jo je Karel V. dal Granvelleju, velja za pogrešano in se domneva, da je izgubljena.
Čeprav manjka Venerin atribut Kupid, je slika vedno zapisana kot da prikazuje boginjo. Za razliko od drugih različic je mišljeno, da slika morda praznuje poroko. Ženska nosi poročni prstan in nima nobenega od tradicionalnih atributov Venere. V primerjavi z Tizianovimi prizorišči jo ne spremlja Kupid in »je edini, v katerem imata obe figuri individualizirane lastnosti«.
Radiografija razkriva, da je Tizian med izvedbo slike naredil spremembe. Prvotno je bilo delo bolj drzno; Venera je nehote ležala s pogledom, ki je bil usmerjen v glasbenika, česar nobena od razpravljanih različic tu še nima. Verjetno je stranka ali umetnik menil, da je aranžma preveč provokativen, zato je bila Venerina glava obrnjena, dodan je tudi pes, da bi lahko nekaj pogledala in se tudi dotaknila, tako da okrepi vsako alegorijo čutov, ki bi morda bila namenjena. Venera ima zdaj bolj pasivno vlogo.
Pripadala je odvetniku Francescu Assonica, ki ga je Tizian profesionalno uporabljal in je omenjen kot umetnikov prijatelj, imel pa je tudi druge Tiziane. Morebiti je bila naslikana zanj. V Benetkah je ostala do leta 1620, tam pa jo je skiciral Anthonis van Dyck in verjetno v povezavi s tem pridobil za zbirko angleškega Karla I. Po usmrtitvi jo je za 165 funtov kupil polkovnik John Hutchinson ob prodaji Karlovih umetnin leta 1649. Istega dne je Hutchinson plačal 600 funtov za Tizianovo Pardo Venero oziroma Jupiter in Antiope. Leta 1651/52 jo je David Teniers mlajši kot zastopnik Habsburžanov kupil za 600 funtov in jo poslal v Madrid za špansko kraljevo zbirko, kjer je ostala, preden je bila zbirka prenesena v Prado. V času slike v Angliji je bilo narejenih več kopij, kraljeva zbirka pa je imela ene do časa Karla II. Angleškega, kar je verjetno dobra kopija, ki jo še imajo.
Pradovo drugo različico, Venero z organistom in Kupidom (148 x 217 cm, Prado 421, podpisano "TIZIANUS F."), s Kupidom in ne psom, nekateri mislijo da je iz leta 1547–48, vendar je trenutno datirana na ok. 1555. Miguel Falomir pravi, da nedavna rentgenska in infrardeča refleksiografija jasno kaže, da ta izhaja iz druge različice Prada (čeprav jih več kot stoletje niso združili v španski kraljevi zbirki). Tizian in njegov studio sta pogosto uporabila sledenje glavnih elementov za izdelavo kopij različic.
V španski kraljevi zbirki je že vsaj od leta 1626, ko jo je v Madridu opisal Cassiano del Pozzo, pojavlja pa se v kasnejših inventarjih. Veljalo je, da gre za eno od Granvellovih slik, ki jo je Rudolf II., sveti rimski cesar leta 1600 kupil in pozneje dal Filipu III. Španskem. Hugh Trevor-Roper je menil, da ima organist »lastnosti Filipa [II]«, vendar se zdi, da je to v zadnjih virih manjšinski pogled ; Penny opozarja na spremenljivo kakovost berlinske različice in sliko glave imenuje 'vrhunsko', kjer je draperija 'dolgočasna', orgle pa 'rutinske' , ampak pes je 'navdih'.

## Različica z igralcem lutnje
Dve glavni različici Venere in Kupida z igralcem kutnje sta si podobni v vseh podrobnostih. Tista v muzeju Fitzwilliam v Cambridgeu je zgodnejša, in jo je muzej datiral v leto 1555–65 in meri 150,5 x 196,8 cm, in jo pripisujejo Tizianu. Verjetno je pripadala Rudolfu II., svetemu rimskemu cesarju, do leta 1621 pa je bil zagotovo v cesarski zbirki v Pragi. Nato je sledila poti najboljšega iz te zbirke: leta 1648 so jo ukradli Švedi, v Rim pa jo je odnesla švedska kraljica Kristina. ko je abdicirala; po njeni smrti je bila prodana v zbirko Orleans in po francoski revoluciji končno prodana na dražbi v Londonu. Kupil jo je Richard FitzWilliam, sedmi vikont FitzWilliam leta 1798/99, katerega volilo o njegovih zbirkah je ob njegovi smrti leta 1816 zahtevalo ustanovitev muzeja.
Metropolitanski muzej umetnosti datira svojo različico, ki jo imenuje Venera in igralec lutje, v ok. 1565–70 (165,1 x 209,6 cm) in jo pripiše Tizianu in njegovi delavnici. Izhaja iz različice v Cambridgeu in morda je v Benetkah obstajala risba ali 'studijska različica' za kopiranje.  Morda so jo v studiu obdržali več let, pri čemer so delali sporadično, saj se zdi, da je kakovostna pokrajina, »naslikana s hitrostjo in avtoriteto v najodličnejšem slogu Tiziana« , ustrezala njegovemu slogu približno 1560, drugi deli pa ne. Mogoče je bila nedokončana ob smrti Tiziana leta 1576, nato pa so »po njegovi smrti nekateri deli, kot sta Venerin obraz in roke, dokončno zaključena«, nekatera področja pa so ostala nedokončana.
Newyorška različica je pripadala članom kraljeve družine Savoy od najkasneje leta 1624 do nekaj časa po letu 1742. Nato je prišla v Anglijo in je bila last Thomasa Coka, 1. grofa Leicesterskega (um. 1759), njegovi dediči so jo prodali trgovcu Josephu Duveenu leta 1930, ki jo je leta 1933 prodal muzeju. Bilo je v Holkham Hallu v Norfolku, v starejših virih pa se lahko imenuje Holkhamska Venera.
Druge različice z igralcem lutnje, morda vsaj iz Tizianove delavnice, sta ena v Bordeauxu in druga uničena v drugi svetovni vojni v Dresdnu.